# Branimir Gušić
Branimir Gušić, hrvaški otorinolaringolog, antropogeograf/etnograf?, planinec, ekolog, entomolog/lepidopterolog, univerzitetni profesor in akademik, * 6. april 1901, Zagreb, † 7. julij 1975, Zagreb.
Gušić je deloval kot redni profesor za otorinolaringologijo na Medicinski fakulteti v Zagrebu in bil dopisni član Slovenske akademije znanosti in umetnosti (od 3. julija 1964). Biografija: Poljak, Ž. Život i djelo Branimira Gušića. U: Zbornik radova "Dani Cvita Fiskovića" (Zagreb 2010, str. 41-65).  